# Иречек (връх)
Вижте пояснителната страница за други значения на Иречек.
Ѝречек е връх в източния дял на Рила. Намира се в близост до върховете Мусала и Дено. Връх Иречек е висок 2852 m и е на трето място по височина в Рила. Върхът е незалесен и лавиноопасен. Наречен е на името на Константин Иречек.